# Procesos de mercado
Procesos de mercado es una revista académica de revisión por pares dedicada al estudio interdisciplinario de las ciencias sociales desde la perspectiva de la escuela austriaca. Se define oficialmente como «Revista europea de economía política» pues está especialmente dirigida al mundo académico de España y Europa. Fundada y dirigida desde 2004 por el profesor Jesús Huerta de Soto, para 2013 había publicado 20 volúmenes y más de 100 artículos científicos originales en varios idiomas.
Su consejo de redacción está formado por los profesores Miguel Ángel Alonso y Phillip Bagus, mientras que su consejo científico incluye alrededor de 80 docentes e investigadores —gran parte de ellos profesores de economía— de alrededor de 40 universidades europeas. Procesos de mercado es publicada semestralmente por Unión Editorial en colaboración con la Facultad de Ciencias Jurídicas y Sociales de la Universidad Rey Juan Carlos en Madrid, España. Se encuentra en el Grupo D de la Clasificación Integrada de Revistas Científicas de España (2020).